# 박유민
박유민(1997년 7월 8일 ~)은 대한민국의 국악인, 가수다. 2018년 노올량 싱글 《나를 위한 아리랑》으로 데뷔했다.

## 학력
- 무동초등학교
- 창북중학교

## 신체
- 143cm 51키로
- 250mm

## 수상
- 창북중 발로 대회 우승 도핑으로 인한 무효
- 태권도 전국 품새대회 부전승 은메달